# Paul-Jacques Grillo
Paul Jacques Grillo est un architecte et urbaniste français né le 30 mai 1908 et mort le 23 septembre 1990.

## Biographie
Paul Jacques Grillo est élève de Paul Bigotà l'École nationale supérieure des beaux-arts. Celui-ci le désigne ainsi qu'Henry Bernard comme exécuteur testamentaire. Il est diplômé en décembre 1931.
Il est second Grand Prix de Rome en 1937,
De 1935 à 1942, il s'installe à Samoëns et travaille sur le projet de la station de Méribel financé par Peter Lindsay un écossais colonel de l'armée britannique. Paul Grillo établit des relevés d’architecture traditionnelle dans la vallée du Giffre qui sont édités dans “Renaissance des villages de France” en 1941.  
Il s'installe par la suite aux Etats-Unis pour enseigner l'architecture à partir de 1947, en particulier au département d'architecture de l'Université Rice à Houston au début des années 1960. Il publie des ouvrages renommés sur l'architecture et le design. Il est considéré comme un précurseur du design architecturale et un tenant d'une architecture organique.
Au cours de ses dernières années, il a déménagé dans la maison d'un ami en Espagne et est mort à Alcorcon en 1990.

## Œuvres
- Des chalets et hotels à Méribel-les-Allues avec son associé Christian Durupt et André Detour[3] dont un avec Charlotte Perriand.

## Publications
- 1960 What is design? reparu en 1975 sous le titre Form, function and design chez Dover Publication[4]
- 1961 The United Nations Conference on the New Sources of Energy in Rome, 21-31 August 1961[5]
- 1963 Three cities: Aquila, Poseidon, Aegea. A research project[6]